# Kujataa
Kujataa è un'area agricola subartica lunga circa 100 km situata nel comune di Kujalleq nella regione meridionale della Groenlandia.
La zona costituisce una testimonianza della storia e cultura dei cacciatori norvegesi che iniziarono ad arrivare dall'Islanda nel X secolo e degli agricoltori norvegesi, dei cacciatori inuit e comunità agricole inuit che si svilupparono dalla fine del XVIII secolo.
Nonostante le loro differenze, le due culture norvegese-europea e quella inuit hanno creato un paesaggio culturale basato sull'allevamento, il pascolo e la caccia ai mammiferi marini.
Il paesaggio di Kujataa rappresenta il primo esempio di introduzione dell'agricoltura all'Artico e dell'espansione degli insediameni norvegesi oltre l'Europa.
Il 9 luglio 2017 il sito "Kujataa in Groenlandia: agricoltura nordica e inuit al bordo della calotta glaciale" è stato iscritto dall'UNESCO nella lista dei patrimoni dell'umanità.
Il bene tutelato dall'Unesco è composto da cinque località, caratterizzate dalla presenza di siti archeologici, terreni agricoli e allevamento di ovini:
- Qassiarsuk
- Igaliku
- Sissarluttoq
- Qaqortukulooq (Hvalsey)
- Tasikuluulik (Vatnahverfi)